# Nélson da Luz
Nélson Conceição da Luz (sinh ngày 17 tháng 12 năm 1998) là một cầu thủ bóng đá người Angola hiện tại thi đấu ở vị trí tiền vệ cho 1º de Agosto.

## Thống kê sự nghiệp

### Câu lạc bộ
Tính đến 21 tháng 5 năm 2018.
| Câu lạc bộ          | Mùa giải            | Giải vô địch        | Giải vô địch | Giải vô địch | Cúp     | Cúp       | Châu lục | Châu lục  | Khác    | Khác      | Tổng cộng | Tổng cộng |
| Câu lạc bộ          | Mùa giải            | Hạng đấu            | Số trận      | Bàn thắng    | Số trận | Bàn thắng | Số trận  | Bàn thắng | Số trận | Bàn thắng | Số trận   | Bàn thắng |
| ------------------- | ------------------- | ------------------- | ------------ | ------------ | ------- | --------- | -------- | --------- | ------- | --------- | --------- | --------- |
| 1º de Agosto        | 2016                | Girabola            | 8            | 0            | 0       | 0         | –        | –         | 0       | 0         | 8         | 0         |
| 1º de Agosto        | 2017                | Girabola            | 23           | 3            | 5       | 1         | 2        | 0         | 1       | 0         | 31        | 4         |
| 1º de Agosto        | 2018                | Girabola            | 3            | 0            | 0       | 0         | 3        | 0         | 0       | 0         | 6         | 0         |
| Tổng cộng sự nghiệp | Tổng cộng sự nghiệp | Tổng cộng sự nghiệp | 34           | 3            | 5       | 1         | 5        | 0         | 1       | 0         | 45        | 4         |

Ghi chú
1. ↑  Appearances ở Taça de Angola
2. 1 2  Appearances ở CAF Champions League
3. ↑  Appearances ở Supertaça de Angola

### Quốc tế
Tính đến các trận đấu diễn ra ngày 21 tháng 5 năm 2018.
| Đội tuyển quốc gia | Năm       | Số trận | Bàn thắng |
| ------------------ | --------- | ------- | --------- |
| Angola             | 2016      | 2       | 0         |
| Angola             | 2017      | 7       | 0         |
| Angola             | 2018      | 0       | 0         |
| Tổng cộng          | Tổng cộng | 9       | 0         |